# Музей Фрейда (Лондон)
Музей Фрейда в Лондоне изначально был домом Зигмунда Фрейда и его семьи, когда они в 1938 году бежали из аннексированной нацистами Австрии. Он оставался семейным домом до тех пор, пока в 1982 году не умерла младшая дочь Зигмунда Фрейда – Анна.
Музей был основан в память об основателе психоанализа и сохраняет ту обстановку, которая была в то время, когда там жили и работали Зигмунд и Анна Фрейд. Музей открыт для посещения со среды по воскресенье, с 12:00 до 17:00.

## История
В 1938 году основатель психоанализа покинул Вену после аншлюса Австрии и переехал со своей семьёй в Лондон, поселившись в Хампстеде, – одном из пригородов Лондона. Дом, в котором поселился Фрейд, был построен в 1920 году в стиле королевы Анны. Фрейду на тот момент было более восьмидесяти лет и на следующий год он умер. Дом остался его младшей дочери Анне, которая продолжила дело своего отца и основала детский психоанализ. Анна жила в этом доме всю свою оставшуюся жизнь, до 1982 года.
Кроме лондонского музея, существует ещё два музея Зигмунда Фрейда, – один в Вене, а другой в чешском Пршиборе, – в доме, где в 1856 году родился и жил первые три года Зигмунд Фрейд. Чешский музей был открыт при содействии президента Чехии Вацлава Клауса вместе с четырьмя правнуками Фрейда.

## Коллекция музея
В музее хранится мебель и домашние вещи семьи Фрейда, а также его библиотека, представленная такими авторами, как Гёте, Шекспир, Гейне, Мультатули, Франс и др. Сам Фрейд признавал, что поэты и философы имели полное представление о бессознательном ещё до того, как этим явлением заинтересовалась наука. Психоанализ лишь систематизировал знания о бессознательном, которые давно были известны поэтам.
Помимо этого, в музее хранится коллекция египетских, греческих, римских и восточных древностей, собранных Фрейдом, а также портрет Фрейда работы Сальвадора Дали . Центральное место выставки занимает знаменитая кушетка, которая использовалась Фрейдом для психоаналитических сеансов.

## Сад
И Зигмунд и Анна Фрейд любили сад, расположенный рядом с домом. Этот сад до сих пор тщательно поддерживается и содержит многие из тех же растений, которые так любил Фрейд: красные герани, розы, клематисы, гортензию, сливу и миндаль.

## Галерея

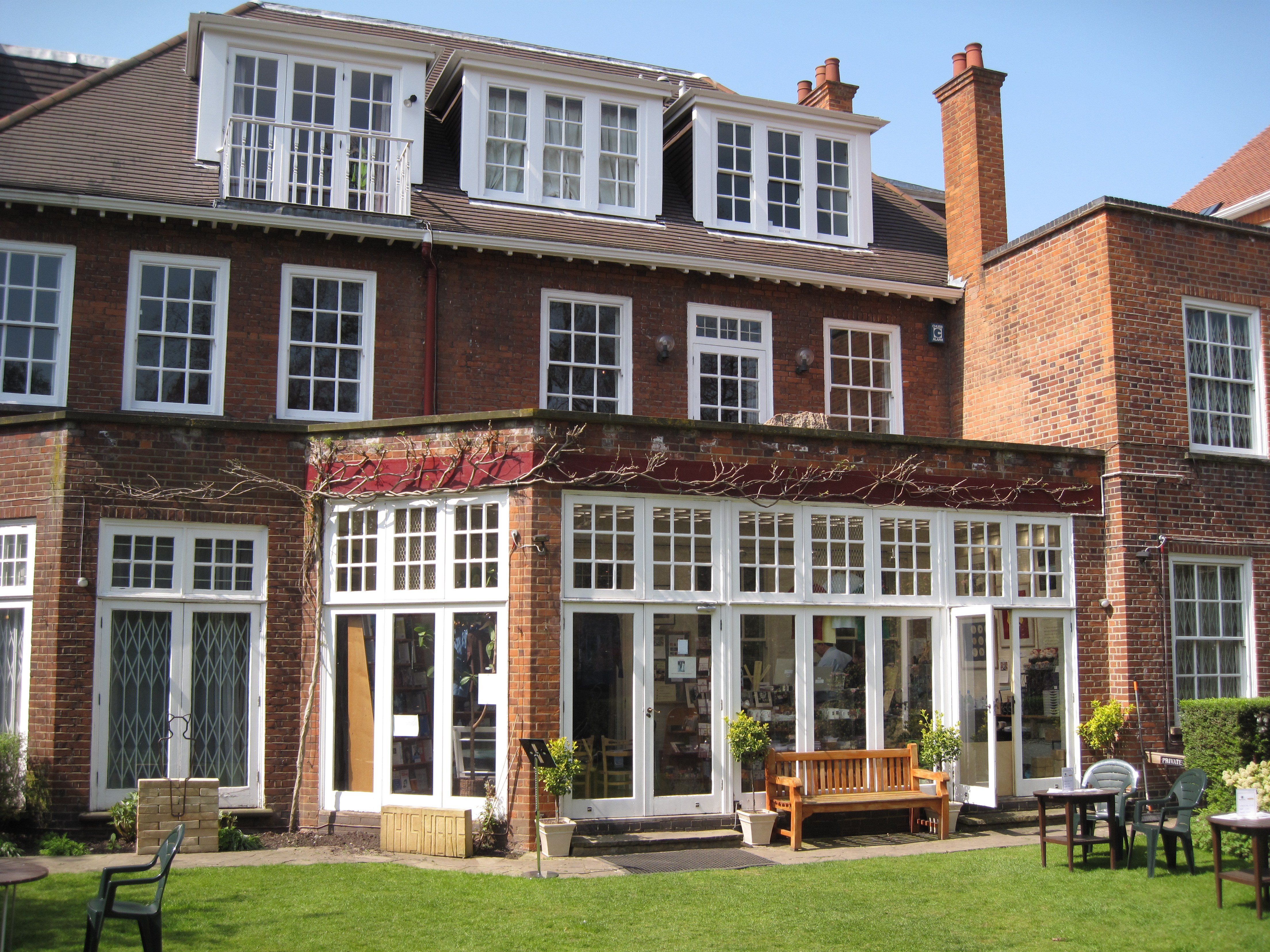
Вид на музей со стороны сада.
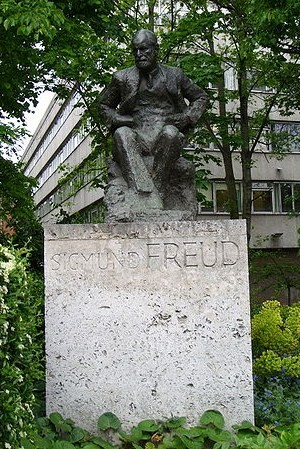
Статуя Зигмунда Фрейда работы Оскара Немона в двух минутах ходьбы от музея.